# My Blueberry Nights
My Blueberry Nights är en dramafilm från 2007 i regi Wong Kar-wai, som bygger på en kortfilm av Kar-wai på kinesiska. Jazzsångerskan Norah Jones debuterade som skådespelerska i denna film, som Elizabeth. Även Jude Law, David Strathairn, Rachel Weisz och Natalie Portman medverkar i filmen.

## Handling
Jeremy (spelad av Jude Law) är från Manchester i England. Han bor i New York där han äger ett litet café. Elizabeth (Norah Jones) tillbringar mycket av sin tid på detta café sedan hennes pojkvän varit otrogen mot henne. Här dricker hon kaffe och äter hembakad blåbärspaj som Jeremy bakar varje dag trots att Elizabeth är den enda kunden som beställer den.
Härifrån utvecklar filmen sig till en resa över den amerikanska kontinenten i jakt på mening och kärlek. Elizabeth tar slumpmässiga jobb på caféer och barer.

## Rollista i urval
- Norah Jones – Elizabeth (Lizzie/Beth)
- Jude Law – Jeremy
- David Strathairn – Arnie Copeland
- Rachel Weisz – Sue Lynne Copeland
- Natalie Portman – Leslie

## Musik
Filmens soundtrack släpptes på Blue Note Records-etiketten och innehåller musik av huvudrollsinnehavaren Norah Jones, samt bland andra Cat Power, Ry Cooder, kompositören Gustavo Santaolalla, Otis Redding, Cassandra Wilson och Amos Lee.

### Låtlista på soundtracket
1. "The Story" – Norah Jones – 4:10
2. "Living Proof" – Cat Power – 3:10
3. "Ely Nevada" – Ry Cooder – 2:31
4. "Try a Little Tenderness" – Otis Redding – 3:19
5. "Looking Back" – Ruth Brown – 4:16
6. "Long Ride" – Ry Cooder – 3:13
7. "Eyes on the Prize" – Mavis Staples – 4:06
8. "Yumeji's Theme" – Chikara Tsuzuki – 2:22
9. "Skipping Stone" – Amos Lee – 2:21
10. "Bus Ride" – Ry Cooder – 2:58
11. "Harvest Moon" (Neil Young) – Cassandra Wilson – 4:44
12. "Devil's Highway" – Hello Stranger – 5:34
13. "Pajaros" – Gustavo Santaolalla – 2:22
14. "The Greatest" – Cat Power – 3:24

## Citat ur filmen
- Leslie (Natalie Portman): "Sometimes your rhythm's off, you read the person right but still do the wrong thing".